# Sheila Tlou
Sheila Dinotshe Tlou là một chuyên gia Botswana về HIV/AIDS và sức khỏe phụ nữ, đồng thời là một nhà giáo dục điều dưỡng. Bà là Bộ trưởng Bộ Y tế từ năm 2004 đến năm 2008.

## Giáo dục và sự nghiệp
Tlou tốt nghiệp Đại học Dillard năm 1974. Năm 2014, bà được trao bằng danh dự bởi trường cũ của mình. Tlou học tại Đại học Sư phạm, Đại học Columbia, Hoa Kỳ, lấy bằng Thạc sĩ Giáo dục (tập trung vào Chương trình giảng dạy và Hướng dẫn về Khoa học Sức khỏe). Bà lấy bằng tiến sĩ về điều dưỡng sức khỏe cộng đồng và bằng tốt nghiệp về các vấn đề giới tính, tại Đại học Illinois ở Chicago năm 1990. Bà đã giảng dạy tại Đại học Botswana từ năm 1980. Từ 1994 đến 1996, bà là trưởng phòng Giáo dục Điều dưỡng, trở thành phó giáo sư năm 1999 và 2002 – 04, bà là điều phối viên HIV / AIDS của trường đại học.
Tlou đại diện Botswana tại Hội nghị Thế giới lần thứ tư năm 1995 về Phụ nữ ở Bắc Kinh. Năm 2002, bà được bổ nhiệm vào một đội đặc nhiệm của Liên Hợp Quốc về các cô gái, phụ nữ và HIV/AIDS ở miền nam châu Phi. bà cũng đã tư vấn cho UNAIDS, Ủy ban Liên hợp quốc về Tình trạng Phụ nữ và Tổ chức Y tế Thế giới. Bà đã tham gia vào các cuộc họp của các nhà giáo dục cộng đồng quốc tế cho Mạng lưới thử nghiệm vắc-xin HIV.
Tlou kết hôn với giáo sư sử học Botswana Thomas Tlou.
Bà đã đóng vai Precious Ramotswe, nữ anh hùng của sê-ri sách Thám tử nữ số 1 của Alexander McCall Smith, trong các tác phẩm sân khấu nghiệp dư, và có lúc được nhắc đến trong các báo cáo truyền thông như là một lựa chọn khả thi để miêu tả Mma Ramotswe trong bộ phim chuyển thể Hollywood hiện đang sản xuất.
Sau cuộc tổng tuyển cử tháng 10 năm 2004, Tlou được bổ nhiệm làm Bộ trưởng Bộ Y tế vào ngày 9 tháng 11 năm 2004. Sau khi bị đánh bại trong cuộc bầu cử sơ bộ của Đảng Dân chủ Botswana (BDP) tại Palapye, Tlou đã bị cách chức khỏi Nội các vào ngày 1 tháng 4 năm 2008, khi Ian Khama nhậm chức Tổng thống.

## Phòng chống HIV/AIDS
Phần lớn công việc của Tlou tập trung vào các vấn đề về giới và HIV/AIDS ở miền nam châu Phi. Cho phép phụ nữ, đặc biệt là phụ nữ đã kết hôn, trong một xã hội gia trưởng để đàm phán với bạn tình của họ về tình dục an toàn có những hậu quả lớn đối với lây truyền HIV. Tlou đã làm việc với các tổ chức phụ nữ cơ sở và các chiến dịch quốc gia để tăng cường nhận thức về AIDS ở Botswana. Bà cũng đã làm rất nhiều việc trong việc giảm bớt sự kỳ thị của AIDS và giúp những người nhiễm HIV đối phó với cuộc sống của họ.

## Giải thưởng
- Tháng 5 năm 2002 giải Anna Reynvaan, và thuyết trình giải thưởng (Hà Lan) [11]
- Tháng 9 năm 2002 Huân chương Danh dự của Tổng thống (Botswana) [12]
- Huy chương Florence Nightingale 2003 (Ủy ban Chữ thập đỏ quốc tế) [5]

## Công trình
Tlou là đồng biên tập của cuốn sách tham khảo toàn diện cho những người làm việc trong lĩnh vực HIV/AIDS ở Châu Phi:
- Tlou, Sheila; Essex, Myron; Mboup, Souleymane; Kanki, Phyllis J.; Marlink, Richard G. (2002). AIDS in Africa. New York: Kluwer Academic/Plenum Publishers. ISBN 9780306466991.  Tlou, Sheila; Essex, Myron; Mboup, Souleymane; Kanki, Phyllis J.; Marlink, Richard G. (2002). AIDS in Africa. New York: Kluwer Academic/Plenum Publishers. ISBN 9780306466991.  Tlou, Sheila; Essex, Myron; Mboup, Souleymane; Kanki, Phyllis J.; Marlink, Richard G. (2002). AIDS in Africa. New York: Kluwer Academic/Plenum Publishers. ISBN 9780306466991.

Các tác phẩm khác được chọn:
- Tlou, Sheila; Norr, K.; Norr, J. (1993), "Mối đe dọa của AIDS đối với phụ nữ ở các nước đang phát triển", ở Lashley, Felissa R.; Durham, Jerry D. (chủ biên), Phụ nữ, trẻ em và HIV / AIDS, New York: Springer, ISBN    Cường26178800 .
- Tlou, Sheila D.; Norr, K.F.; McElmurry, B.J.; Moeti, M. (November–December 1992). "AIDS prevention for women: a community-based approach". Nursing Outlook. Quyển 40 số 6. tr. 250–256. PMID 1461755.
- Tlou, Sheila D.; và đồng nghiệp (1997). Poverty and plenty: the Botswana experience: proceedings of a symposium. Gaborone, Botswana: The Society. ISBN 9789991260365.  Tlou, Sheila D.; và đồng nghiệp (1997). Poverty and plenty: the Botswana experience: proceedings of a symposium. Gaborone, Botswana: The Society. ISBN 9789991260365.  Tlou, Sheila D.; và đồng nghiệp (1997). Poverty and plenty: the Botswana experience: proceedings of a symposium. Gaborone, Botswana: The Society. ISBN 9789991260365.
- Tlou, Sheila D. (1997), "Phụ nữ và AIDS ở Nam Phi", trong Ủy ban châu Âu, Tổng cục phát triển (chủ biên), Liên minh châu Âu - Hội nghị cộng đồng phát triển Nam Phi về HIV / AIDS: đề xuất hành động khu vực, Ma-la-uy, ngày 4 tháng 6 năm 1996, Ma-la-uy: Ủy ban Châu Âu, OCLC   847302580
- Tlou, Sheila; Ingstad, Benedicte; Bruuns, Frank J. (tháng 12 năm 1997). "Aids and the elderly Tswana: The concept of pollution and consequences for AIDS prevention". Journal of Cross-Cultural Gerontology. Quyển 12 số 4. tr. 357–372. doi:10.1023/A:1006501414850.
- Tlou, Sheila (2001), "Chiến lược truyền thông giới thiệu liệu pháp kháng vi-rút ở Botswana", ở Zichichi, Antonino (chủ biên), Chiến tranh hạt nhân và các trường hợp khẩn cấp hành tinh, Singapore London: World Science Press.
- Tlou, Sheila; và đồng nghiệp (tháng 11 năm 2001). "Mother-to-Child Transmission of HIV-1: Meeting of World Federation of Scientists in Erice, Italy, August 2001. Joint Working Group Report of AIDS and Infectious Diseases PMP, and Mother and Child Health PMP". Acta Paediatrica. Quyển 90 số 11. tr. 1337–1339. doi:10.1111/j.1651-2227.2001.tb01585.x.
- Tlou, Sheila; Lindsey, Elizabeth; Hirschfeld, Miriam (May–June 2003). "Home-based care in Botswana: Experiences of older women and young girls". Health Care for Women International. Quyển 24 số 6. tr. 486–501. doi:10.1080/07399330390199384. PMID 12851169.